# Anopeltis
Anopeltis — рід грибів родини Capnodiaceae. Назва вперше опублікована 1960 року.

## Класифікація
До роду Anopeltis відносять 1 вид:
- Anopeltis venezuelensis